# مدینا، شهرستان بندرا، تگزاس
مدینا (به انگلیسی: Medina) یک منطقهٔ مسکونی در ایالات متحده آمریکا است که در شهرستان بندرا، تگزاس واقع شده‌است. مدینا ۱٬۷۷۴ نفر جمعیت دارد و ۴۴۱ متر بالاتر از سطح دریا واقع شده‌است.